# Большие Тюлязи
Большие Тюлязи (тат. Олы Тиләҗе) — деревня в Тюлячинском районе Республики Татарстан, в составе Старозюринского сельского поселения.

## География
Деревня находится на правом притоке реки Мёша, в 11 км к юго-востоку от районного центра — села Тюлячи.

## История
Основана не позднее первой половины XVIII века. До 1860-х годов жители относились к сословию государственных крестьян. Занимались земледелием, разведением скота, портняжным промыслом. В начале XX века здесь действовали мечеть, 3 мелочные лавки. В этот период земельный надел сельской общины составлял 1206,3 десятины. До 1920 года деревня входила в Елышевскую волость Мамадышского уезда Казанской губернии. С 1920 года в составе Мамадышского кантона ТАССР. С 10.08.1930 в Сабинском, с 10.02.1935 в Тюлячинском, с 12.10.1959 в Сабинском, с 04.10.1991 в Тюлячинском районах.

## Население
| 1782 | 1859 | 1897 | 1908 | 1920 | 1926 | 1938 | 1949 | 1970 | 1979 | 1989 | 2000 |
| ---- | ---- | ---- | ---- | ---- | ---- | ---- | ---- | ---- | ---- | ---- | ---- |
| 80   | 487  | 749  | 734  | 790  | 637  | 627  | 489  | 366  | 312  | 238  | 241  |

Национальный состав села — татары.

## Экономика
Полеводство, скотоводство.

## Инфраструктура
Начальная школа, клуб.